# L-Iklin
L-Iklin – ou plus simplement Iklin – est une localité de Malte d'environ 3 200 habitants, située dans la zone intérieure de Grand Harbour de Malte, lieu d'un conseil local (Kunsilli Lokali) compris dans la région (Reġjun) Ċentrali.

## Origine
Ilkin est un village relativement récent, la toute première maison du village est construite en 1958.

## Paroisse
La fête paroissiale est fixée le précédent le 29 septembre.

### Église
Une chapelle est dédiée à saint Michel.

## Géographie
|        | Għargħur |            |
| Naxxar | Iklin    | San Ġwann  |
| Balzan |          | Birkirkara |

## Patrimoine et culture
En 1967, un temple néolithique a été découvert dans le village.

## Sources
- (mt) Alfie Guillaumier, Bliet u Rħula Maltin (Villes et villages maltais), Klabb Kotba Maltin, Malte, 2005.
- (en) Juliet Rix, Malta and Gozo, Brad Travel Guide, Angleterre, 2013.
- Alain Blondy, Malte, Guides Arthaud, coll. Grands voyages, Paris, 1997.